# Cha Yu-ram
Cha Yu-ram (* 23. Juli 1987 in Incheon) ist eine südkoreanische Poolbillardspielerin.

## Karriere

### Einzel
Cha Yu-ram spielte zunächst Tennis und wechselte im Jahr 2000 auf Anraten ihres Vaters zum Billard. Nach dem zweiten Jahr an der Mittelschule verließ sie die Schule, um sich auf ihre sportliche Karriere zu konzentrieren. Im Alter von 14 Jahren begann sie an internationalen Turnieren in Japan und Südkorea teilzunehmen, drei Jahre später wurde sie Profi. Größere Bekanntheit in ihrem Heimatland erlangte sie im September 2006, als sie an den live im Fernsehen ausgestrahlten Turnieren Empress Cup und Ultimate Trickshot Challenge teilnahm. Daraufhin war sie in Südkorea kurzzeitig die am häufigsten im Internet gesuchte Person. 2007 gewann sie die Korea Pro Pool Tour Championship. Im Juli 2007 nahm sie an der Herren-Weltmeisterschaft in der Disziplin 14/1 endlos teil und schied in der Gruppenphase aus. 2008 erreichte sie bei den US Open der Women’s Professional Billiard Association den dritten Platz. Bei der 14/1-endlos-Herren-Weltmeisterschaft desselben Jahres schied sie erneut in der Vorrunde aus.
Im März 2009 erreichte sie bei der Women Players Championship im Rahmen der Super Billiards Expo das Finale und unterlag dort der früheren Weltmeisterin Allison Fisher. Im Mai nahm sie erstmals am World Pool Masters teil und schied im Achtelfinale gegen Shane van Boening aus. Einen Monat später erreichte sie bei der ersten Austragung der 10-Ball-Weltmeisterschaft der Damen das Viertelfinale und verlor nur knapp gegen Jasmin Ouschan (7:9). Im September 2009 gewann sie das World Classic 9-Ball Event. Im November gewann sie beim 9-Ball-Wettbewerb der Asian Indoor Games durch einen 7:4-Finalsieg gegen die Japanerin Chihiro Kawahara die Goldmedaille. Wenige Tage später erreichte sie bei der 9-Ball-WM das Viertelfinale. Im Dezember 2009 gewann sie bei den Ostasienspielen die Bronzemedaille im Six-Red-Snooker.
Im März 2010 gewann Cha durch einen 9:5-Finalsieg gegen ihre Landsfrau Kim Ga-young die Amway World Open. Im selben Jahr erreichte sie das Viertelfinale der China Open und das Achtelfinale der 10-Ball-WM. Bei den Asienspielen 2010 nahm sie an den Wettbewerben in den Disziplinen 8-Ball und 9-Ball teil. In beiden Wettbewerben schied sie im Viertelfinale gegen die spätere Goldmedaillengewinnerin aus. Im 8-Ball unterlag sie der Chinesin Liu Shasha mit 4:5, im 9-Ball verlor sie mit 6:7 gegen Pan Xiaoting. Bei den Amway World Open 2011 schied Cha im Viertelfinale aus. Wenig später gewann sie die WPBA Regional Tour Championship und im Finale gegen Chou Chieh-yu die Beijing Open. Bei der 9-Ball-WM 2011 schied sie in der Runde der letzten 32 aus. Nachdem sie bei den Amway World Open 2012 im Achtelfinale ausgeschieden war, zog sie im August 2012 bei der 10-Ball-Weltmeisterschaft erstmals ins Halbfinale ein, in dem sie sich jedoch der späteren Weltmeisterin Kim Ga-young mit 5:9 geschlagen geben musste.
Im Mai 2013 schied Cha bei den China Open zum dritten Mal in Folge im Achtelfinale aus. Wenig später gewann sie bei den in ihrer Heimatstadt Incheon stattfindenden Asian Indoor & Martial Arts Games zwei Goldmedaillen. Nachdem sie im Finale des 10-Ball-Wettbewerbs Chihiro Kawahara mit 7:3 besiegt hatte, gewann sie das 9-Ball-Finale mit 7:4 gegen Tan Ho-yun. Bei der 9-Ball-WM 2013 schied sie in der Runde der letzten 32 gegen Kawahara aus. Bei der 10-Ball-WM 2013 unterlag sie im Viertelfinale der Chinesin Yu Han mit 0:8. 2014 erreichte sie bei den Amway World Open das Viertelfinale, in dem sie gegen Rubilen Amit verlor, und bei der 9-Ball-WM die Runde der letzten 32, in der sie gegen Akimi Kajatani ausschied. Bei den Amway World Open 2015 verlor sie im Achtelfinale gegen Pan Xiaoting.

### Mannschaft
Beim World Cup of Pool 2010 bildete Cha gemeinsam mit Kim Ga-young das südkoreanische Team, das in der ersten Runde mit 6:8 gegen die Italiener Bruno Muratore und Fabio Petroni ausschied.

## Erfolge
| Korea Pro Pool Tour Championship:            | 2007       |
| World Classic 9-Ball Event:                  | 2009       |
| Asian Indoor & Martial Arts Games (9-Ball):  | 2009, 2013 |
| Amway World Open:                            | 2010       |
| WPBA Regional Tour Championship:             | 2011       |
| Beijing Open:                                | 2011       |
| Asian Indoor & Martial Arts Games (10-Ball): | 2013       |

## Sonstiges
Neben ihrer Billardkarriere ist Cha auch Model und Fernsehmoderatorin. Beim Fernsehsender KBS N Sports hat sie eine eigene Sendung (The Legend of Billiards).

## Familie und Privates
Ihre ältere Schwester Cha Bo-ram ist ebenfalls Poolbillardspielerin. 2015 heiratete Cha Yu-ram den Autor Lee Ji-sung, mit dem sie eine Tochter (* 2015) hat.